# Rudolf von Rössing
Rudolf Karl Wilhelm Freiherr von Rössing (* 15. März 1846 auf Rittergut Lage; † 13. November 1934 in Zingst) war ein deutscher Kapitän zur See der Kaiserlichen Marine, Adjutant des Prinzen Adalbert von Preußen und Marineattaché für die Nordischen Reiche.

## Leben

### Herkunft
Rudolf von Rössing war der jüngste Sohn des späteren Kammerherrn und Landjägermeisters Hermann Freiherr von Rössing (1797–1855); Herr auf Rittergut Lage, und Adelheid, geb. Gräfin von Münnich (1819–1889), Tochter des oldenburgischen Oberhofmarschalls Friedrich Franz Graf von Münnich (1788–1870). Sie heiratete nach dem Tod ihres Mannes 1856 dessen Bruder Peter (1805–1874). Dessen Frau, Adelheids jüngere Schwester Emma (* 1822), war 1852 gestorben.
Am 29. März 1870 erhielt Rudolf von Rössing die preußische Genehmigung, den Freiherrenstand fortzuführen.

### Werdegang
Rudolf von Rössing trat am 18. Juni 1861 in die Preußische Marine ein und wurde am 27. März 1869 Leutnant zur See. Er war im Deutsch-Dänischen Krieg 1864 und im Deutsch-Französischen Krieg 1870/1871 eingesetzt.
Später wurde er persönlicher Adjutant des Prinzen Adalbert von Preußen. In dieser Position wurde er am 8. Februar 1873 zum Kapitänleutnant befördert. Im gleichen Jahre erhielt er die Erlaubnis, den Kaiserlich Österreichischen Orden der Eisernen Krone dritter Klasse (März) und das Ritterkreuz des Königlich Norwegischen Sankt-Olav-Orden (Juni) zu tragen. Als Adalbert von Preußen 1873 starb, wurde mit dem Reglement für die feierliche Einsegnung und Beisetzung festgelegt, dass der Generaladjutant, Friedrich von Bismarck-Bohlen, und von Rössing neben dem Sarg Aufstellung beziehen sollten. Nachdem der Sarg von Adalbert in die Gruft des Berliner Doms heruntergelassen wurde, begleiteten er und von Bismarck-Bohlen die Witwe Therese Freifrau von Barnim in die Gruft.
Von Mai 1877 bis Juli 1878 war er Kommandant der Pommerania. 1879 war er als Korvettenkapitän (Beförderung am 18. März 1879) Erster Offizier auf der Preußen. Am 10. Februar 1880 wurde er Kommandant der Rover. Bis Oktober 1880 blieb er in dieser Position. Anschließend wurde er Abteilungsführer bei der 2. Werft-Division und blieb dies auch bis 1884, bevor er 1885 Mitglied der Schiffs-Prüfungs-Kommission war. Von September 1885 bis April 1886 war er Kommandant der Ariadne, welches als Schulschiff eingesetzt wurde, und wurde in dieser Position zum Kapitän zur See befördert.
Zum 16. März 1886 wurde er von der Stellung des Schiffskommandanten entbunden. Am 6. April 1886 wurde er als Marine-Bevollmächtigter für die nordischen Reiche mit dem Wohnsitz in St. Petersburg kommandiert. Die Nordischen Reiche waren Russland, Dänemark, Schweden und Norwegen. Zum 17. April 1886 erhielt er die Erlaubnis, die 3. Klasse des Venezuelanischen Ordens der Büste Bolivars zu tragen. Bis 1887 hatte er zusätzlich u. a. den Roten Adlerorden 4. Klasse, den Mecidiye-Orden 3. Klasse und den Kommandeur 2. Klasse des Dannebrogordens erhalten. Zum 1. Juni 1888 wurde er vom Kommando als Marineattaché entbunden. Zum 18. August 1888 wurde sein Abschiedsgesuch bewilligt.
Am 18. Januar 1887 war er mit dem Königlichen Kronen-Orden 3. Klasse und 5. Mai 1888 mit dem Roten Adlerorden 3. Klasse mit der Schleife ausgezeichnet worden.

### Familie
Rudolf von Rössing heiratete am 9. Oktober 1888 Martha Fischer, welche im März 1929 starb. Bereits im Juli des gleichen Jahres heiratete er die 40 Jahre jüngere Dorothea Schultze aus Potsdam.
Mit seinem Tod 1934 erlosch die Linie „Rössing zu Lage“ im Mannesstamm.